# Radzików (województwo lubuskie)

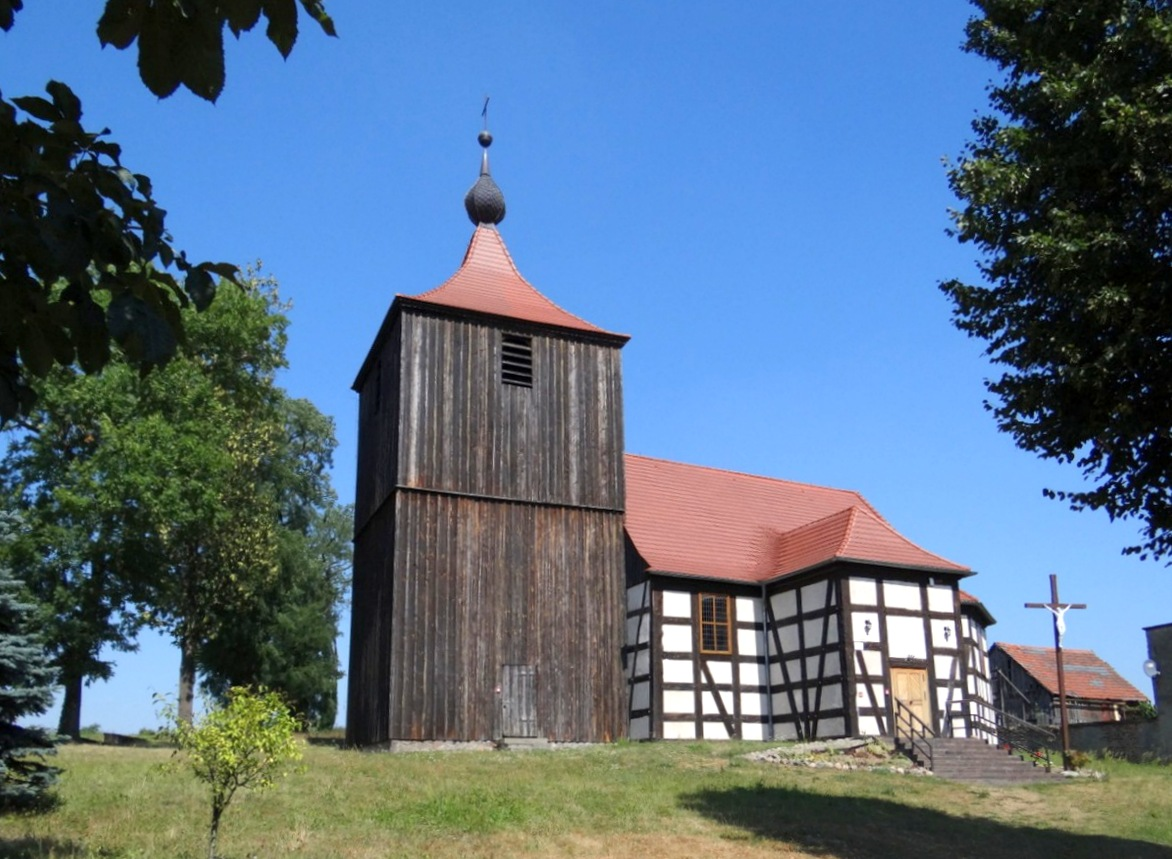
Kościół MB Królowej Polski XVIII w.

Radzików (niem. Reichenwalde) – wieś w Polsce położona w województwie lubuskim, w powiecie słubickim, w gminie Cybinka.
W latach 1975–1998 miejscowość położona była w województwie zielonogórskim.
Miejscowość położona jest na drodze lokalnej Cybinka – Sądów – Radzików – Jerzmanice.

## Zabytki
Do wojewódzkiego rejestru zabytków wpisane są:
- kościół filialny pod wezwaniem MB Królowej Polski, o konstrukcji szachulcowej z 1712 roku
- dwór, wybudowany w stylu neobarokowym w połowie XVIII wieku, XIX wieku/XX wieku, zdewastowany

inne zabytki:
- zespół dworski.